# Jacamaralcyon
Jacamaralcyon is een geslacht van vogels uit de familie glansvogels (Galbulidae). Het geslacht telt één soort.

## Soorten
- Jacamaralcyon tridactyla – Drieteenglansvogel